# Moneghina
La roggia Moneghina è un corso d'acqua che scorre prevalentemente in provincia di Vicenza.

## Percorso
Nasce a Bolzano Vicentino e, muovendosi verso sud, attraversa Quinto Vicentino, Valproto e Grantortino. Giunta a Grumolo delle Abbadesse, confluisce nella roggia Tesinella.
La Moneghina ha una portata regolare perché è derivata dal fiume Astico Tesina In alcuni periodi dell'anno, quando piove abbondantemente, straripa, allagando i campi circostanti. Negli ultimi anni si sono svolti lavori di rafforzamento degli argini.